# NGC 4125
NGC 4125는 용자리의 타원은하이다. 밝기는 +9.7등급이고, 태양계로부터 7700만 광년 떨어져 있다. 크기는 5.9'×4.6'이다. 약 1,389 km/h(빛의 속도의 약 0.5%)의 속도로 우리 은하와 멀어지고 있다.